# متحف الدلم عبق التاريخ
متحف الدلم عبق التاريخ أحد متاحف منطقة الرياض في محافظة الخرج مركز الدلم، أسسه علي بن عمر الصبران، يقع المتحف في مبنى مستأجر من دور واحد ويتضمن عدداً من القطع التراثية عرضت في خمسة أجنحة، تم عرض القطع حسب النوع واستخدام العمـلات والحـلي والفضيات وأدوات السقيا والأدوات الزراعية والجلديات الأبواب القديمة وأدوات الإضاءة والموازين والمكاييل والملابس والصوفيات أدوات القهوة.
يُعتبر انطلاق المتحف عام 1412 هـ، حيث كان بداياته في منزله ومساحته صغيره، ويتكون من بعض الموروثات القديمة والصور والكتب، بعد ذلك انتقل إلى هذا الموقع عام 1432 هـ.

## وصلات خارجية
- متحف الدلم عبق التاريخ
- الخرج نت في متحف ” الدلم عبق التاريخ ” وصاحبه يذكر بداياته بكمرة اشتراها بخمسة ريالات
- متحف الدلم عبق التاريخ يشارك في متحف الشارقه بالامارات